# Eduard Koksjarov
Eduard Aleksandrovitj Koksjarov (ryska: Эдуард Александрович Кокшаров), född 4 november 1975 i Krasnodar i dåvarande Sovjetunionen, är en rysk handbollstränare och tidigare handbollsspelare (vänstersexa).
Eduard Koksjarov spelade 226 landskamper och gjorde 1 110 mål för Rysslands landslag. Han blev turneringens skyttekung i VM 2001 och har blivit uttagen till all star-laget i samband med VM 2001, VM 2003, VM 2005, EM 2006 och VM 2007.
Från 2017 till 2020 var han förbundskapten för Rysslands herrlandslag. 2016–2017 var han sportchef i mordmakedoniska RK Vardar då de 2017 blev Champions League-mästare. Från oktober till december 2019 var han tränare för RK Vardar.

## Meriter

### Klubblagsmeriter
- Champions League-mästare 2004 med RK Celje
- Europeisk supercupmästare 2004 med RK Celje
- Slovensk mästare nio gånger (2000, 2001, 2003, 2004, 2005, 2006, 2007, 2008 och 2010) med RK Celje
- Slovensk cupmästare sex gånger (2000, 2001, 2004, 2006, 2007 och 2010) med RK Celje
- Rysk mästare två gånger (2012 och 2013) med GK Tjechovskije Medvedi

### Landslagsmeriter
- U21-VM 1995 i Argentina:  Guld
- VM 1997 i Japan:  Guld
- VM 1999 i Egypten:  Silver
- EM 2000 i Kroatien:  Silver
- OS 2000 i Sydney:  Guld
- VM 2001 i Frankrike: 6:a
- VM 2003 i Portugal: 5:a
- EM 2004 i Slovenien: 5:a
- OS 2004 i Aten:  Brons
- VM 2005 i Tunisien: 8:a
- EM 2006 i Schweiz: 6:a
- VM 2007 i Tyskland: 6:a
- OS 2008 i Peking: 6:a
- EM 2012 i Serbien: 15:e